# 吴义龙
吴义龙（1967年5月1日—），生于安徽省枞阳县，中国共产党镇压的中国民主党人士。
2011年8月，加入独立中文笔会成员。

## 学历
1991年，安徽大学中文系毕业；1996年，浙江大学硕士研究生；1999年1月，被开除学籍。

## 事件
1998年，吴义龙、朱虞夫、毛庆祥及徐光等中国民主党人创办《在野党》杂志，并经常利用互联网撰写宣传文章，以及利用电邮与海外组织联络。
1999年4月28日，吴开始受到有关当局监视；9月15日，被浙江省杭州市公安局以颠覆国家政权的罪名拘捕。
1999年11月9日，在浙江省杭州市中级法院受审，判有期徒刑11年，剥夺政治权利3年，关押于浙江省第四监狱；12月18日，上诉浙江省高级法院二审，维持原判。
2005年獲「魏京生中国民主斗士奖」。
2010年獲「中國青年人權獎」。
2010年9月14日，刑满获释。